# Luis Roberto Rueda
Luis Roberto Rueda (Córdoba, 19 de mayo de 1952-1 de agosto de 2021) fue un abogado y notario argentino graduado de la Facultad de Derecho de la Universidad Católica de Córdoba.  Desde el año 1993 ejerció el cargo de juez en la Cámara Federal de Apelaciones de Córdoba. También se desempeñó en la docencia universitaria de grado y postgrado. Al mismo tiempo, ha publicado libros en el ámbito del Derecho.
Falleció el 1 de agosto de 2021 víctima de un cáncer de páncreas. Tenía sesenta y nueve años.

## Estudios
Poseía un magíster en drogodependencia de la Facultad de Ciencias Médicas de la Universidad Nacional de Córdoba. Presentó su tesis doctoral titulada "Fundamentos filosóficos de la mayonesa. Situación actual y perspectivas", la cual fue aprobada por un tribunal de la Universidad Católica de Córdoba. Además estudió la Licenciatura en Filosofía en la UNC, llegando hasta el tercer ciclo de la carrera.

## Cargos

### Poder Judicial de la Provincia de Córdoba
En el período comprendido en los año 1975 y 1976 fue escribiente interino en la Cámara Tercera del Crimen.

### Ministerio Público Fiscal de la Nación
En el año 1979 fue jefe de Despacho de la Fiscalía Federal N.° 3 de Córdoba, hasta 1985 que fue designado como procurador fiscal federal ante los juzgados federales de Córdoba, donde fue representante del Ministerio Público Fiscal ante el Juzgado Federal n.° 3 y demás juzgados federales de Córdoba, cargo que ocupó hasta el año 1990. Además en el año 1987 ocupó el cargo de Fiscal Federal de Cámara Adjunto en la Fiscalía de la Cámara Federal de Córdoba donde intervenía conjuntamente con el Fiscal titular en la tramitación de las causas referidas a las violaciones a los Derechos Humanos cometidas durante la lucha dictadura militar. La actividad concluyó con las audiencias de fijación de los hechos y presentación de las pruebas en contra del imputado Luciano Benjamín Menéndez el 23 de noviembre de 1988.

### Poder Judicial de la Nación
- 1977 - 1979 - Auxiliar de 7.ª y Auxiliar. Juzgado Federal n° 2 de Córdoba.
- 1979 - 1985 - Secretario en lo Penal del Juzgado Federal n° 2 de Córdoba.
- 1990 - 1993 - Juez Federal - Titular del Juzgado N° 1 de Córdoba.

En 1993 fue designado por procedimientos de la Constitución Nacional con Acuerdo del Honorable Senado de la Nación a desempeñarse a la labor de Juez de la Cámara Federal de Córdoba. En la cual fue Presidente en siete períodos (1996, 2005, 2006, 2008, 2009, 2010) del Tribunal integrado por seis miembros, con jurisdicción sobre la totalidad de los Juzgados Federales con asiento en las Provincias de Córdoba y La Rioja.

## Actividad docente

### Nivel de grado
- Profesor Titular de Ética - Cátedra "B": Facultad de Derecho y Ciencias Sociales - Universidad Católica de Córdoba - Desde el año 1990. Autor del programa único vigente (cátedras "A", "B" y "C") desde 1998.
- Profesor Titular de Derecho Penal - Cátedra "C": Facultad de Derecho y Ciencias Sociales - Universidad Católica de Córdoba - Desde el año 2001.
- Profesor Titular de Antropología Filosófica - Cátedra "B": Facultad de Derecho y Ciencias Sociales - Universidad Católica de Córdoba. Desde el año 2008. (Cargo al que renunciara por ejercicio de otras cátedras).
- Profesor designado Titular de Ética: Universidad Nacional de La Rioja. Observaciones: cargo no aceptado por incompatibilidad funcional.
- Profesor adjunto (por concurso de la asignatura Ética: Facultad de Derecho y Ciencias Sociales de la Universidad Nacional de Córdoba, según orden de mérito del Concurso Público concretado (Res. del H. Consejo Directivo 254 / 09).

### Nivel de posgrado
- Profesor de la Escuela Judicial del Consejo de la Magistratura de la Nación: dictó los módulos Derecho, Lógica y Experiencia (2005) con la participación de los integrantes del Instituto de Filosofía del Derecho de la Academia Nacional de Derecho y Ciencias Sociales de Córdoba, Dres. Olsen Ghirardi, Armando Andruet, Raúl Fernández y Patricia Messio y el curso Los nuevos desafíos de la Ética judicial (2006) con la participación de la Universidad Católica de Córdoba juntamente con los Doctores Armando Andruet y Guillermo Tinti.
- Profesor de la Escuela Judicial del Consejo de la Magistratura de la Nación: curso aprobado por el Consejo Académico de la misma - Módulo Derecho, Lógica y Experiencia, para el año 2008.
- Profesor Titular en la Maestría en Drogodependencias: Facultad de Ciencias Médicas, Universidad Nacional de Córdoba. Asignaturas: Historia y Legislación Nacional y Legislación y Tratados Internacionales. Carga horaria: 36 y 25 horas cátedra respectivamente. (b) Dicha actividad no se desempeña en la actualidad, (c) Función no ejercida en la actualidad.
- Profesor invitado por la Facultad de Ciencias Políticas de la U. C. C. y el Instituto Universitario de Investigación Ortega y Gasset de Madrid (España), para el dictado de los módulos pertinentes en el Postgrado en Alta Dirección de Gobierno y Políticas Públicas conjuntamente con el IMAP - Instituto Madrileño de la Administración Pública (septiembre de 2008).
- Director de Carrera de la Especialización en Derecho Penal Económico -Universidad Blas Pascal Aprobada por la CONEAU proyecto n° 10.087/07. Título reconocido por el Ministerio de Educación de la Nación Res. 908 / 08. Tarea académica comprendida entre agosto de 2010 y noviembre de 2011.
- Presidente de la Comisión de Capacitación y Director de la Escuela Judicial de la Asociación de Magistrados y Funcionales del Poder Judicial de la Nación - Instituto Superior de la Magistratura - Período: 2009 / 2010. La actividad de la Escuela está dirigida a profesionales jueces, magistrados y funcionarios de la judicatura federal y nacional.

## Publicaciones

### Libros publicados
- Teoría y Práctica del Razonamiento Forense. Director: Dr. Olsen Ghirardi. Armando Andruet y Raúl Fernández. Academia Nacional de Derecho y Ciencias Sociales de Córdoba - Instituto de Filosofía del Derecho. Año 1998. Edición comercial: Editorial Advocatus, Córdoba, 1998.[4]
- El Siglo XXI y el Razonamiento Forense. Obra colectiva de Academia Nacional de Derecho y Ciencias Sociales de Córdoba - Instituto de Filosofía del Derecho. Director: Olsen Ghirardi. Año 2000. Colaboraron los autores argentinos mencionados en el punto anterior, además de Adrián Álvarez Gardiol, Miguel Ángel Ciuro Caldani, Román Julio Frondizi, Ricardo Guibourg y Julio César Castiglione, y Jean-Marc Trigeaud (Francia), Nelson Saldanha (Brasil), entre otros.[5]
- El Derecho Penal y sus Enemigos - Derecho Penal y Sociedad Democrática. Compilador. Autor del Prólogo y del capítulo: Derecho Penal: discursos, exclusión e impunidad. Con Luis María Bonetto, Alberto Gabriel Lozada, Sebastián López Peña, Carlos López Peña y Eduardo Rodolfo Valdés. Editorial EDUCC, Córdoba, febrero de 2008.[6]
- El Razonamiento Judicial. Dirección: Dr. Olsen Ghirardi. Armando Andruet, Raúl Fernández y Patricia Messio. Academia Nacional de Derecho y Ciencias Sociales de Córdoba. Instituto de Filosofía del Derecho. Año 2001.[7]
- Actitudes y Planos en el Razonamiento Forense. Director: Dr. Olsen Ghirardi. Armando Andruet,  Raúl Fernández y Patricia Messio.  Academia Nacional de Derecho y Ciencias Sociales de Córdoba. Instituto de Filosofía del Derecho. Año 2002.
- El Fenómeno Jurídico. Director: Dr. Olsen Ghirardi, Armando Andruet, Raúl Fernández, Patricia Messio y Ariel Álvarez Gardiol. Academia Nacional de Derecho y Ciencias Sociales de Córdoba. Instituto de Filosofía del Derecho. Año 2003.
- Narcotráfico y Derecho Positivo. Aspectos legislativos nacionales e internacionales. Autor. Universidad Nacional de Córdoba - Facultad de Ciencias Médicas / Editorial Advocatus. Año 2003. 2.ª.  edición actualizada. Editorial Advocatus. Año 2005.
- Homenaje a Alfredo Poviña (in memoriam). Dirección: Dr. Olsen Ghirardi. Armando Andruet, Raúl Fernández y Patricia Elena Messio. Academia Nacional de Derecho de Córdoba. Instituto de Filosofía del Derecho. Año 2004.[8]
- Formas y evolución del razonar judicial. Director: Dr. Olsen Ghirardi. Armando Andruet, Raúl Fernández, Patricia Messio y Rolando Guadagna. Academia Nacional de Derecho y Ciencias Sociales de Córdoba - Instituto de Filosofía del Derecho. Año 2006.
- Apuntes de Introducción al Derecho. En coautoría con Ana Castro de Cabanillas. Editorial Tapas. Reimpresiones en los años 1981, 1982, 1983 y 1984.
- Alfredo Fragueiro (in memoriam). Director:  Dr. Olsen Ghirardi. Raúl Fernández, Armando Andruet, Rolando Guadagna, Jorge Barbará, pilar Hiruela de Fernández y Patricia Elena Messio. Academia Nacional de Derecho y Ciencias Sociales de Córdoba. Editorial Advocatus, Córdoba, febrero de 2007.
- Diez Años. Obra colectiva de los miembros del Instituto de Filosofía del Derecho de la Academia Nacional de Derecho y Ciencias Sociales de Córdoba. Dirección: Olsen Ghirardi- Autores invitados del país y del exterior. En otros, Rodolfo Luis Vigo, Héctor Hugo Segura, Jean - Marc Trigeaud, Ricardo Guibourg y Carlos Enrique Petorutti. Editorial Advocatus, Córdoba, marzo de 2008.
- Discusiones en torno al Derecho Judicial. Obra colectiva del Instituto de Filosofía de la Academia Nacional de Derecho y Ciencias Sociales de Córdoba. Director: Dr. Armando S. Andruet. Córdoba, 2009.